# Đài Phát thanh - Truyền hình Malaysia
Đài Phát thanh - Truyền hình Malaysia (tiếng Mã Lai: Radio Televisyen Malaysia) là một hệ thống đài phát sóng công cộng Malaysia. RTM có 36 đài phát thanh và ba đài truyền hình ở Malaysia, với trụ sở đặt tại Kuala Lumpur. Đây là đài phát sóng đầu tiên của Malaysia.

## Lịch sử
RTM bắt đầu phát sóng truyền thanh vào ngày 01/04/1946, và truyền hình vào ngày 28/12/1963. Hai kênh phát thanh đầu tiên là Radio Malaya (bằng tiếng Mã Lai) và The Blue Network (bằng tiếng Anh). Các trạm phát sóng được đặt đầu tiên ở Singapore và sau là ở Kuala Lumpur (được mở năm 1950).
Sau khi được độc lập, Liên bang Mã Lai ra đời vào ngày 31/08/1957 Radio Malaya bị tách thành hai đài riêng biệt; đài phát ban đầu ở Singapore được một đài khác tiếp quản với tên gọi mới là Radio Singapura và Radio Malaya phải dời về Kuala Lumpur, được lên sóng từ trụ sở mới vào ngày 01/01/1959. Sau đó, ngày 16/09/1963, đài đổi tên thành Radio Malaysia, các buổi phát thành được bắt đầu bằng lời xướng Inilah Radio Malaysia (Đây là đài phát thanh Malaysia) vào ngày thành lập nước Malaysia hiện đại. Dịch vụ truyền hình dưới tên gọi Malaysia Televisyen hay Malaysia Television (Malaysia TV) được bắt đầu ngày 28/12/1963 vào thời điểm tổ chức lễ mừng Tết Dương lịch tại Kuala Lumpur và phát sóng khu vực tại Thung lũng Klang ở bang Selangor, với đài phát đầu tiên đặt tại Jalan Ampang. Sau đó, một đài được thành lập 10 tháng trước tên Television Singapura (bắt đầu hoạt động ngày 16/02/1963) gia nhập Malaysia Televisyen với tư cách đài của bang cho khán giả Singapore, vai trò của đài thành viên này chấm dứt năm 1965, khi Singapore độc lập khỏi Liên bang Mã Lai.
Hoạt động truyền thanh và truyền hình được hợp nhất vào năm 1968 cùng lúc với trụ sở chính Angkasapuri mới của đài được khánh thành. Khi đó, nhận dạng thương hiệu mới của Radio Malaysia và Televisyen Malaysia trở thành Radio Televisyen Malaysia (Radio Television Malaysia, RTM) vào năm 1969. Đài truyền hình thứ hai được mở trong cùng năm RTM ra mắt thương hiệu mới của mình, tới năm 1971 Radio Malaysia trở thành đài phát thanh đầu tiên phát sóng 24 giờ một ngày trên toàn quốc trong quá trình trở thành Rangkaian Nasional (Mạng lưới quốc gia).
RTM bắt đầu chuyển sang hệ phát hình màu kể từ năm 1978 ở Malaysia bán đảo và vào năm 1980 ở Sabah và Sarawak.
Trong giai đoạn những năm 1972 tới 1999, RTM chia sóng với kênh TV Pendidikan, kênh truyền hình giáo dục quốc gia, vào ban ngày. Kênh TV1 bắt đầu phát sóng chương trình riêng vào ban ngày từ năm 1994, hệ quả là kênh TV Pendidikan phải ngừng phát trên TV1. Năm 2000 kênh TV2 cũng bắt đầu phát sóng vào ban ngày. Những năm đầu thập niên 1990, kênh TV1 đã nhiều lần phát sóng suốt đêm, nhưng mãi đến năm 2003, kênh này mới chính thức phát sóng 24 giờ mỗi ngày, nhưng cũng chấm dứt sau đó. Việc phát sóng cố định 24 giờ một ngày được thực hiện trở lại từ năm 2006 trên kênh TV2, và từ năm 2012 trên kênh TV1.
Vào ngày 01/01/2018, kênh TVi đổi thành TV Okey.
Từ tháng 10 năm 2018, kênh TV1 phát sóng theo định dạng mười sáu trên chín, sau đó, từ 01/04/2019, TV1 và TV2 phát sóng theo logo bé.
Cũng trong thời gian vào tháng 12/2018, kênh RTM HD Sports sẽ phát sóng trên hệ thống kỹ thuật số HyppTV.

## Kênh phát thanh

### Quốc gia
- Radio Klasik
- Nasional FM (phát sóng trên các băng tần cũ của Muzik FM)
- TraXX FM
- Ai FM
- Minnal FM
- Asyik FM

Galaksi Muzik RTM - Online radio

### Địa phương
- Perlis: Perlis FM
- Kedah: Kedah FM
- Penang: Mutiara FM
- Perak: Perak FM
- Selangor: Selangor FM & KL FM
- Kuala Lumpur: Selangor FM & KL FM (trước đây là Radio Malaysia KL)
- Negeri Sembilan: Negeri FM
- Malacca: Melaka FM
- Johor: Johor FM
- Pahang:Pahang FM
- Terengganu: Terengganu FM
- Kelantan: Kelantan FM
- Sarawak: Sarawak FM
- Wai FM
- Sabah: Sabah FM
- Sabah V FM
- Langkawi FM
- Labuan FM
- Sibu FM
- Bintulu FM
- Miri FM
- Limbang FM
- RaSa FM
- Keningau FM
- Sandakan FM
- Tawau FM

## Kênh truyền hình
- TV1
- TV2
- TV Okey (chỉ phát kỹ thuật số)
- Berita RTM
- Sukan RTM
- TV6
- Muzik Aktif (chỉ phát kỹ thuật số)

## Các kênh hiện nay phân theo nền tảng

### Astro
- TV1
- TV2
- TVi

### ABNXcess
- TV1
- TV2
- TVi

### HyppTV
- TV1
- TV2

## Kênh hiện phát ở quốc gia khác

### Singapore
StarHub TV:
TV1